# Gammarus wilkitzkii
Gammarus wilkitzkii is een vlokreeftensoort uit de familie van de Gammaridae. De wetenschappelijke naam van de soort is voor het eerst geldig gepubliceerd in 1897 door Birula.
De soort wordt aangetroffen in de Arctische Zee in en rond het zee-ijs. Het wil zich hier zelfs in ingraven. G. wilkitzkii kan tot 6 cm groot worden en is hiermee een van de grootste arctische vlokreeften. Ze zijn transparant tot wit van kleur en voeden zich met klein dierlijk plankton en algen.